# Justificació (tipografia)
La justificació, en tipografia, és la llargada de la línia més llarga, permesa pel format útil del paper sobre el qual s'imprimeix un text o del llarg volgut d'un paràgraf. Es pot expressar en mil·límetres, en punts tipogràfics o en cíceros, o en nombre de signes (un signe corresponent a una lletra). Els espais i la puntuació són considerats com a signes. Els experts suggereixen que la millor llegibilitat a la pantalla és obtinguda amb línies de 50 a 60 signes. Els diaris utilitzen en general línies que contenen menys signes perquè són sovint compostos en columnes amb un cos fluix. Per a l'escriptura de codi informàtic, hom es limita en general a 80 signes (anomenats en aquest context «caràcters») per línia.
En deriven cinc alineaments tipus:
- alineació a l'esquerra, o «ferro a l'esquerra», o «bandera dreta»: totes les línies són alineades a l'esquerra;
- alineació justificada, o «al quadrat», també dita «ferro a l'esquerra justificació forçosa», o «justificat a l'esquerra»: totes les línies són estirades per a tenir la mateixa llargària que la justificació llevat de la darrera línia que tan sols és alineada a l'esquerra;
- alineació a la dreta, o «ferro a la dreta», o «ferro a la dreta», o «bandera esquerra»: totes les línies són alineades a la dreta;
- alineació justificada «en empedrat», també dita «ferro a la dreta justificació forçosa», o «justificat a la dreta»: totes les línies són estirades per a tenir la mateixa llargària que la justificació i la darrera línia és alineada a la dreta i a l'esquerra;
- alineació al centre: text «centrat».

El terme de «ferro» ve de la manera amb la qual el compositor alineava les línies amb el compostador, en tipografia: les línies eren alineades amb el «ferro» a l'esquerra, amb la part mòbil del compostador, per tal de crear una «bandera» a la dreta; eren «ferrades» a la dreta, sobre la part fixa del compostador, a fi de crear una «bandera» a l'esquerra.
Per a fer-se'n una idea, els articles de Viquipèdia són ferrats a l'esquerra per defecte i són per naturalesa, segons la talla de la pantalla, la seva definició i la talla de la finestra a la qual el text apareix, d'una justificació sovint massa llarga, la qual cosa en fa la lectura incòmoda.
La darrera línia d'un paràgraf justificat és alineada a l'esquerra; es parla de «línia cava». Segons la norma tipogràfica adoptada, la primera línia d'un paràgraf pot anar endarrere (sagnia). En un document electrònic que comporta molts paràgrafs curts, s'evita generalment aquesta retirada per a reemplaçar-la sigui per un marge inferior (paràgrafs de text), sigui per marges superior i inferior (títols), deslligant millor els paràgrafs sense sobrecost i prestant-los així millor a la lectura ràpida.